# Processo da prata coloidal

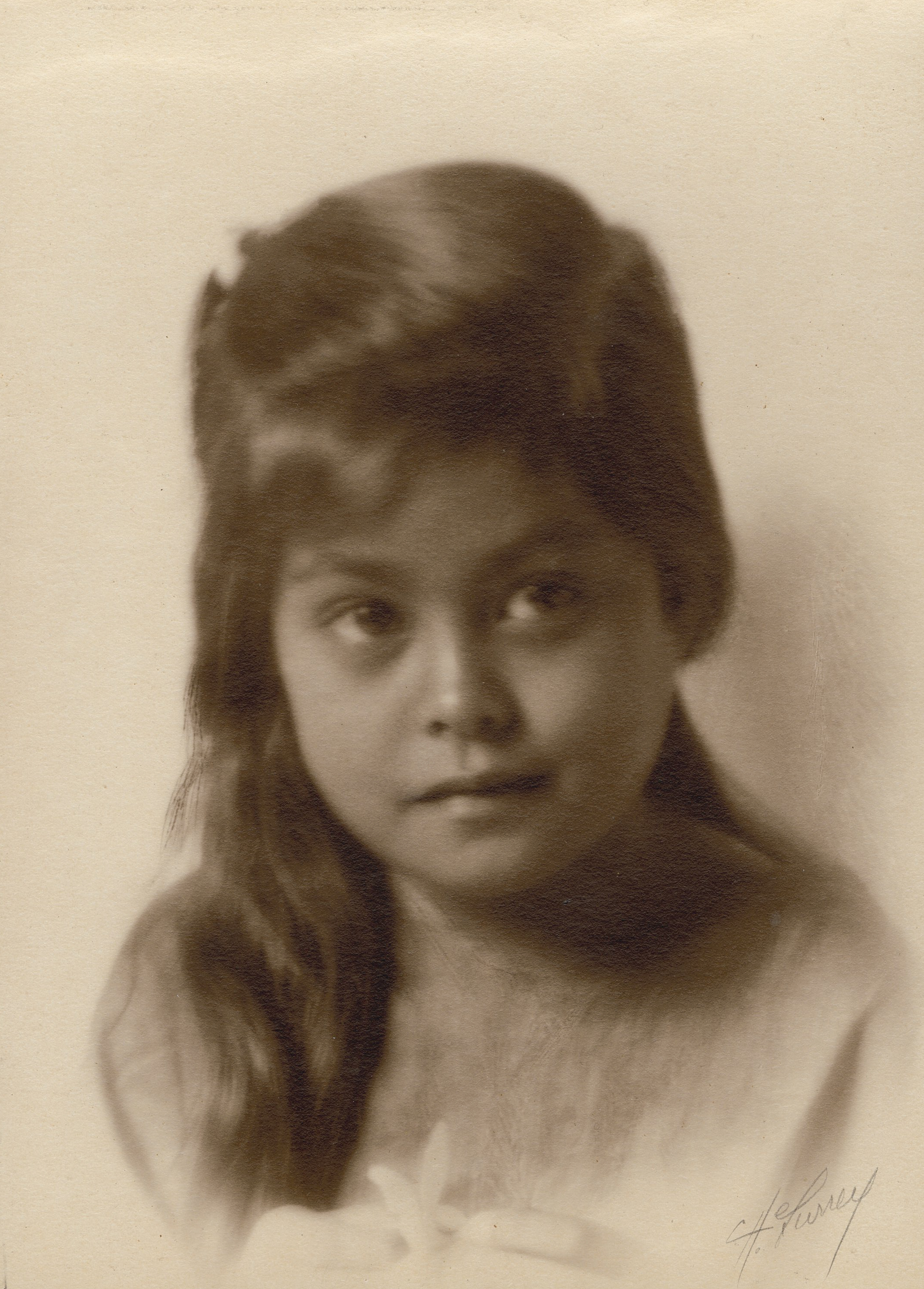
Exemplo de fotografia com processo de prata coloidal, de 1909.

O processo da prata coloidal é o processo fotográfico usado com os filmes preto e branco e papéis de fotografia atualmente disponíveis. Uma suspensão de sal de prata em gelatina é coberta com um filme de acetato ou resina coberta com papel e deixada para secar (daí o termo "placa seca"). Estes materiais permanecem estáveis por meses e anos, ao contrário da "placa molhada" que os precede.
O Processo da prata coloidal foi introduzido por R. L. Maddox em 1871, com melhoramentos subseqüentes consideráveis na sensibilidade obtida por Charles Harper Bennet em 1878. Intensas pesquisas nos últimos 125 anos chegaram aos atuais materiais que exibem poucos grãos e possuem alta sensibilidade à luz.
Quando pequenos cristais (chamados "grãos") de sais de prata, como o brometo de prata (AgBr) e o cloreto de prata (AgCl), são expostos à luz, alguns átomos livres de prata metálica são liberados. Esses átomos livres formam a imagem latente. Esta imagem latente é relativamente estável e irá persistir por alguns meses sem degradação, desde que o filme seja mantido em um lugar escuro e fresco. Os filmes são revelados usando soluções que reduzem o número de átomos de prata livres. Uma "amplificação" da imagem latente ocorre quando o sal de prata próximo aos átomos livres de prata também são reduzidos a prata metálica. A intensidade, a temperatura e o tempo de ação do revelador permite ao fotógrafo controlar o contraste da imagem final.
Depois de completa a revelação, o sal de prata não revelado deve ser removido por fixação, e então o filme (ou papel) deve ser lavado em água limpa. A imagem final consiste em prata metálica embebida na cobertura de gelatina.